# 赵敏恒
赵敏恒（1904年—1961年1月6日）江苏南京人，复旦大学新闻系教授，新闻教育家。他被认为是第一位报道西安事变的记者，也是1930年代路透社签约记者，中国分社的负责人。

## 生平
1916年以江苏省第一名的成绩考入清华留美预备学堂，与梁实秋、罗隆基、吴国桢等成为同学。
1923年毕业于清华学校，即官费进入美国科罗拉多大学文学院攻读英国文学，一年后进入密苏里大学新闻学院学习。1925年夏，赵敏恒从密苏里新闻学院毕业，获得新闻学学士学位。随后前往纽约，一面在哥伦比亚大学新闻学研究系读书，一面在世界通讯社工作，一年后成为第一个在美国获得新闻学硕士学位的中国人。。

### 中华人民共和国建国后
1949年，赵敏恒选择留在中国大陆，迎接新政权的到来。
1955年5月25日，赵敏恒被逮捕，当局认为其是外国间谍（“国际特嫌”）。赵敏恒随后被关于上海提篮桥监狱，1960年9月21日，被判刑7年。因距离刑满只剩1年多，便被送至江西新余矿山劳改。
1961年1月6日死于劳改营。

## 评价及影响

### 著作
1. 《采访十五年》
2. 《新闻圈外》
3. 《外人在华的新闻事业》